# Joseph Ma’ahanua
Joseph Ma’ahanua ist ein salomonischer Diplomat.

## Leben
Ma’ahanua erwarb einen Bachelor für Geschichte und Politik an der Universität des Südpazifiks und einen Master in Auslandsbeziehungen von der Monash University.

## Diplomatische Karriere
Ab 2005 bis 2014 war er salomonischer Botschafter in Europa (Europäische Union, Belgien 2006, Frankreich, Deutschland 2007 und Niederlande) und zudem salomonischer Hochkommissar im Vereinigten Königreich. Sein Nachfolger wurde Moses Kouni Mose. Im Jahr 2021 wurde er zum Hochkommissar in Fidschi ernannt.